# Róża Mała
Róża Mała – część wsi Róża Wielka w Polsce, położona w województwie wielkopolskim, w powiecie pilskim, w gminie Szydłowo.
W latach 1975–1998 Róża Mała należała administracyjnie do województwa pilskiego.